# Bộ Cá nhám râu
Bộ Cá nhám râu (danh pháp khoa học: Orectolobiformes) là một bộ cá mập. Chúng còn được gọi là "cá mập thảm" (tiếng Anh: Carpet shark) vì nhiều thành viên có cơ thể được "trang trí công phu" gợi nhớ đến tấm thảm. Đôi khi thuật ngữ "cá mập thảm" được dùng để thay thế cho họ cá mập thảm, một nhóm nhỏ của bộ này. Cá nhám râu có hai vây lưng, không có gai, và một cái miệng nhỏ về phía trước của mắt. Nhiều thành viên của họ này có râu và khe mang nhỏ, với khe thứ năm chồng chéo lên khe thứ tư. Thùy trên của vây đuôi có xu hướng chủ yếu là phù hợp với cơ thể, trong khi các thùy dưới kém phát triển.

## Phân bố
Cá nhám râu được tìm thấy trong tất cả các đại dương của thế giới nhưng chủ yếu ở vùng nhiệt đới và ôn đới. Chúng phổ biến nhất ở miền tây khu vực Ấn Độ-Thái Bình Dương và thường được tìm thấy trong nước tương đối sâu.

## Phân loại
Bộ này nhỏ với 7 họ trong 13 chi và với tổng số khoảng 43 loài:
Bộ Orectolobiformes
- Họ Brachaeluridae Applegate
  - Chi Brachaelurus Ogilby, 1908
    - Brachaelurus colcloughi (Ogilby, 1908)
    - Brachaelurus waddi (Bloch & J. G. Schneider, 1801)
- Họ Ginglymostomatidae Gill, 1862
  - Chi Ginglymostoma J. P. Müller & Henle, 1837
    - Ginglymostoma cirratum Bonnaterre, 1788: Cá mập miệng bản lề
    - Ginglymostoma sp.

  - Chi Nebrius Rüppell, 1837
    - Nebrius ferrugineus (Lesson, 1831)

  - Chi Pseudoginglymostoma Dingerkus, 1986
    - Pseudoginglymostoma brevicaudatum (Günther, 1867) Cá mập miệng bản lề đuôi ngắn
- Họ Hemiscylliidae Gill, 1862
  - Chi Chiloscyllium J. P. Müller & Henle, 1837
    - Chiloscyllium arabicum Gubanov, 1980
    - Chiloscyllium burmensis Dingerkus & DeFino, 1983
    - Chiloscyllium caerulopunctatum Pellegrin, 1914
    - Chiloscyllium griseum J. P. Müller & Henle, 1838
    - Chiloscyllium hasseltii Bleeker, 1852
    - Chiloscyllium indicum (J. F. Gmelin, 1789)
    - Chiloscyllium plagiosum (Anonymous, referred to Bennett, 1830)
    - Chiloscyllium punctatum J. P. Müller & Henle, 1838

  - Chi Hemiscyllium J. P. Müller & Henle, 1837
    - Hemiscyllium freycineti (Quoy & Gaimard, 1824)
    - Hemiscyllium galei G. R. Allen & Erdmann, 2008[3]
    - Hemiscyllium hallstromi Whitley, 1967
    - Hemiscyllium halmahera G. R. Allen, Erdmann & Dudgeon, 2013[4]
    - Hemiscyllium henryi G. R. Allen & Erdmann, 2008[3]
    - Hemiscyllium michaeli G. R. Allen & Dudgeon, 2010[5]
    - Hemiscyllium ocellatum (Bonnaterre, 1788)
    - Hemiscyllium strahani Whitley, 1967
    - Hemiscyllium trispeculare J. Richardson, 1843
- Họ Orectolobidae Gill, 1896 (Wobbegong sharks)
  - Chi Eucrossorhinus Regan, 1908
    - Eucrossorhinus dasypogon (Bleeker, 1867)

  - Chi Orectolobus Bonaparte, 1834
    - Orectolobus floridus Last & Chidlow, 2008
    - Orectolobus halei Whitley, 1940.[6]
    - Orectolobus hutchinsi Last, Chidlow & Compagno, 2006.[7]
    - Orectolobus japonicus Regan, 1906
    - Orectolobus leptolineatus Last, Pogonoski & W. T. White, 2010 (Indonesian wobbegong)
    - Orectolobus maculatus (Bonnaterre, 1788)
    - Orectolobus ornatus (De Vis, 1883)
    - Orectolobus parvimaculatus Last & Chidlow, 2008
    - Orectolobus reticulatus Last, Pogonoski & W. T. White, 2008 (Network wobbegong)
    - Orectolobus wardi Whitley, 1939

  - Chi Sutorectus Whitley, 1939
    - Sutorectus tentaculatus (W. K. H. Peters, 1864)
- Họ Parascylliidae Gill, 1862
  - Chi Cirrhoscyllium H. M. Smith & Radcliffe, 1913
    - Cirrhoscyllium expolitum H. M. Smith & Radcliffe, 1913
    - Cirrhoscyllium formosanum Teng, 1959
    - Cirrhoscyllium japonicum Kamohara, 1943

  - Chi Parascyllium Gill, 1862
    - Parascyllium collare E. P. Ramsay & Ogilby, 1888
    - Parascyllium elongatum Last & Stevens, 2008
    - Parascyllium ferrugineum McCulloch, 1911
    - Parascyllium sparsimaculatum T. Goto & Last, 2002
    - Parascyllium variolatum (A. H. A. Duméril, 1853)
- Họ Rhincodontidae (J. P. Müller & Henle, 1839)
  - Chi Rhincodon A. Smith, 1828
    - Rhincodon typus A. Smith, 1828
- Họ Stegostomatidae Gill, 1862
  - Chi Stegostoma J. P. Müller & Henle, 1837
    - Stegostoma fasciatum (Hermann, 1783)